# مقاطعة لارستان
مقاطعة لارستان (بالفارسية: شهرستان لارستان) هي إحدى مقاطعات في محافظة فارس في إيران. مركز مقاطعة لار هو مدينة لار.